# Принцип

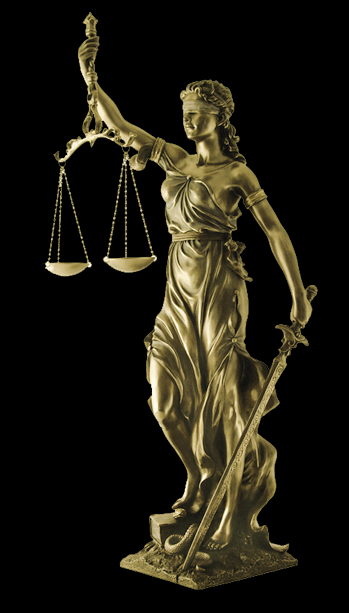
Те, що справедливість сліпа, є правовим принципом

Принцип  (лат. principium — «начало, первень, основа») — першопочаток, те, що лежить в основі певної сукупності фактів, теорії, науки. Визначальне положення, вихідний пункт, передумова певної концепції або теорії. Це засадниче, фундаментальне твердження, вихідний пункт, засновок будь-якої теорії, концепції. Центральне поняття, основоположна ідея, що пронизує певну системи  і його. Основне вихідне положення якої-небудь наукової системи, теорії, ідеологічного напряму і т.ін; основний закон якої-небудь точної науки. Це основні засади, вихідні ідеї, що характеризуються універсальністю, загальною значущістю, вище і відображають суттєві положення теорії, вчення, науки, системи внутрішнього і міжнародного права, політичної, державної чи громадської організації (гуманізм, законність, справедливість, рівність громадян перед законом тощо). Це твердження, яке сприймається як головне, важливе, суттєве, неодмінне або, принаймні, бажане. Частково це означає «фундаментальна причина», частково «закон, вищий за інші закони»; це може бути закон, природний закон (правило або принцип, який описує закономірність у природі, є науковим законом), життєве правило або керівництво. У класичному розумінні принцип завжди займає найвище місце. У повсякденному мовленні цей термін використовується більш вільно.
У повсякденному житті принципами називають внутрішні переконання людини, ті практичні, моральні та теоретичні засади, якими вона керується в житті, в різних сферах діяльності. У науці принципи — це загальні вимоги до побудови теорії, сформульовані як те первинне, що лежить в основі певної сукупності фактів. При характеристиці різноманітних систем принципи відображають ті суттєві характеристики, що відповідають за правильне функціонування системи, без яких вона не виконувала б свого призначення. «У принципі» — «в основному, в загальному».
Принцип — особливість, покладена в основу створення або здійснення чого-небудь, спосіб створення або здійснення чого-небудь.
Принцип — основна ідея або правило, яке пояснює або контролює, як щось відбувається або працює.

## У різних областях
Принципи можна розділити на аксіоматичні та систематичні. Аксіоматичні принципи — це принципи, які можуть бути постулатами, або які можуть базуватися на спостереженні. Зазвичай вони застосовуються до інших правил, наприклад в логіці, де всі інші правила підкоряються принципу протиріччя. Систематичні принципи: найменша кількість факторів, які визначають, як працює система, наприклад, закон Архімеда.
- У природничій науці як такій, «принцип» — це одна або кілька послідовних наукових теорій, наприклад міждисциплінарна теорія еволюції.
- У фізиці принцип — це природний закон, встановлений на основі спостережень, наприклад, Закон Архімеда, космологічний принцип, принцип виключення Паулі.
- У математиці принцип, який тут називають аксіомою, базується на здоровому глузді.

У науці принципами називають загальні положення, яким повинні задовольняти наукові припущення, гіпотези або теорії, наприклад, принцип причинності, принцип еквівалентності, принцип відповідності, принцип невизначеності тощо.  Принципи відрізняються від законів природи тим, що їхнє формулювання загальніше, менш конкретне. Від аксіом принципи відрізняються тим, що обираються не довільно, а формулюються в процесі пошуку істини, а тому можуть виникати, змінюватися і застарівати. Водночас, принципи часто мають обмежені області застосовності, наприклад, принцип Ле Шательє — Брауна справедливий для рівноважних систем і не може застосовуватися для систем, у яких відбувається фазовий перехід.
- У релігії принцип — це загальне правило, яке стосується всієї релігії, наприклад теологічний регулятивний принцип.
- У праві принцип — це правило, яке застосовується до цілої сфери, наприклад принцип добросовісного використання, який стосується сфери авторського права.
- У рядянські часи за відмову від одного із принципів (партійності, матеріалізму тощо) могли посадити за грати, або звільнити з роботи.[9]
- У політиці принцип — це основні правила того, як структуровано суспільство, наприклад принцип поділу влади.
- Принципи етики — вихідні фундаментальні положення етики, на яких ґрунтується вся теоретична модель науки про мораль.[9] Принцип отримує обґрунтування за допомогою вищого рівня моральної свідомості — ідеалу.[5]
- В організації навчально-тренувального процесу (наприклад, гімнастики) — це основні вимоги, завдяки яким процес набуває цілеспрямованого та організованого характеру.[10] Вони визначають межі допустимих відхилень, вимагають динамічної рівноваги різних впливів, можливості різнобічного розвитку без ущемлення для спеціалізації.[10]

Історія філософії свідчить про те, що більшість матеріалістичних концепцій були найбільш несумісними з вимогами моралі.

## У повсякденному мовленні
Принцип — внутрішні переконання людини, що визначає її ставлення до дійсності, суспільних ідей і діяльності. Це внутрішні переконання людини, ті практичні, моральні й теоретичні засади, якими вона керується в житті, в різноманітних сферах діяльності. Переконання, норма, правило, яким керується хто-небудь у житті, поведінці.
Принцип, життєве правило, якого людина дотримується. Наприклад:
- 10 заповідей Старого Заповіту (наприклад, Ти не повинен красти).
- Нігілізм цінностей: Ви повинні робити те, що хочете, оскільки ніщо інше не має жодної цінності.
- Єзуїти: Мета виправдовує засоби.
- Епікурейство: це забезпечення якомога щасливішого життя.
- Вираз відомий з французької мови: laissez faire.

### Принциповість і безпринципність
Людина з багатьма строгими принципами, яка очікує, що інші їм слідуватимуть, називається педантом, гонщиком правил або фанатиком. І навпаки, якщо ви не дотримуєтесь власних принципів, ви безпринципні. Прикладом може бути єзуїт, який не дозволяв меті освячувати засоби, або епікуреєць, який ставив задоволення на другий план. 
|                                                                 | \| «Це мої принципи! Якщо вони вам не подобаються, у мене є інші!» \| |
| — Граучо Маркс                                                  |                                                                       |
| «Це мої принципи! Якщо вони вам не подобаються, у мене є інші!» |                                                                       |

Якщо ви не дотримуєтеся власних принципів, вас вважають гідним презирства, грішником і слабким характером. Байдужість і непослідовність також протистоять принциповості.
На буденному рівні свідомості (а мораль у своїй основі є переважно буденною формою свідомості) іноді говорять про принципи, точніше — про принциповість: "він принциповий", "він безпринципний", називаючи принциповими людей, які дотримуються, в основному, одних і тих же норм поведінки. Значна частина цих (принципових) людей не назвуть вам жодного принципу, а деякі з них навіть не чули терміна "принципи моралі", і, називаючи людину принциповою, як правило, послуговуються інтуїцією.
Розмовне «Піти на принцип» — почати діяти, відкинувши компроміс. «В принципі я згоден з ідеєю, але на практиці це не завжди можливо» — ви погоджуєтеся з чимось або вірите в щось в принципі, ви погоджуєтеся з ідеєю в цілому, хоча ви можете не підтримувати її насправді або в кожній ситуації.
Сама принциповість вважається позитивною морально якістю, проте значення кожного принципу не є безумовним. Якщо моральні норми стосуються певних аспектів людської поведінки, діяльності, відносин, то принципи характеризують цілісну лінію поведінки людини, стають елементами її морального характеру. Моральним принципам не властива категоричність, дотримуватись їх людина може лише за власним вибором.